# Portugal Futurista

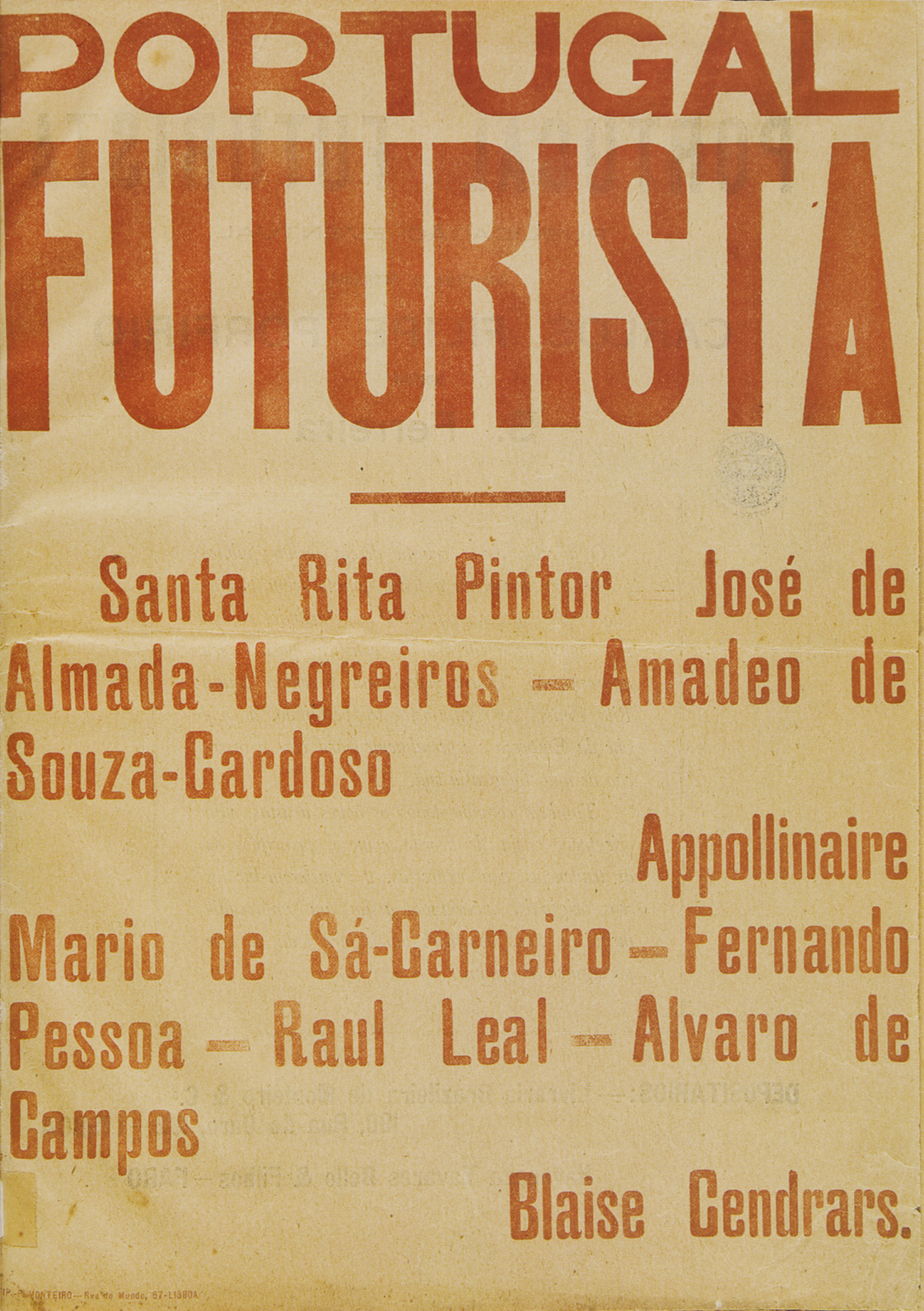
Portugal Futurista, 1917, capa

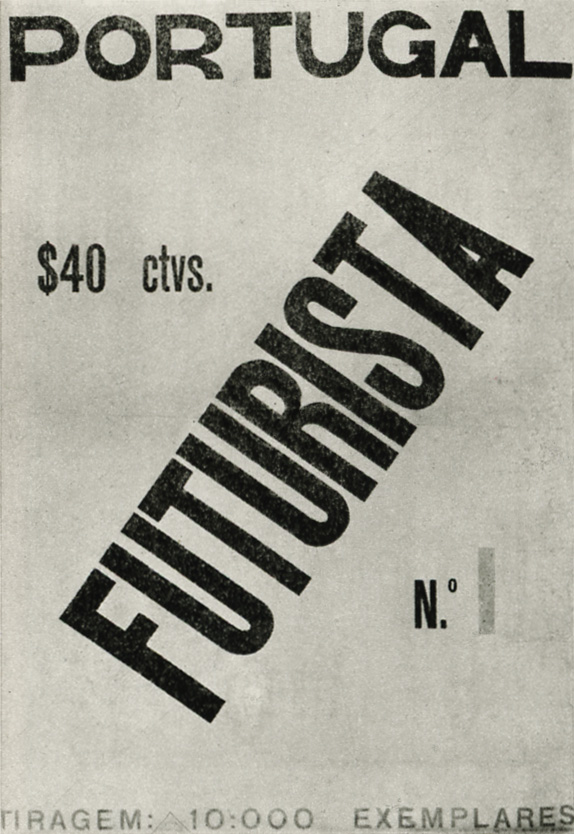
Portugal Futurista, 1917, contracapa

Portugal Futurista foi uma revista portuguesa de que só saiu um número, em novembro de 1917. Tendo como director o futurista algarvio Carlos Filipe Porfírio (1895-1970), a revista pretendia ser a voz impressa do Futurismo em Portugal.
O primeiro e único número da revista foi apreendido pela polícia pouco depois de posto à venda, na sequência de uma denúncia da "linguagem despejada" do texto "Saltimbancos", de Almada Negreiros. Segundo Fernando Pessoa, a apreensão deu-se quando a revista, tendo escapado por uma "sorte inexplicável" à censura prévia que vigorava em tempo de guerra, se encontrava já nas montras das livrarias. A polícia, condescendente, consentiu que "os rapazes salvassem o maior número de exemplares que pudessem".
A revista, que se vangloriava de uma hipotética tiragem de dez mil exemplares, era dirigida oficialmente por um aluno de belas-artes, Carlos Filipe Porfírio, mas quem nos bastidores terá realmente comandado as operações foi o pintor Guilherme de Santa-Rita. Uma grande fotografia sua acompanha um texto em que Bettencourt Rebello fala da "sensibilidade mediúnica" de Santa-Rita e afirma que ele era "o artista que o génio da época produziu" e "em Portugal, a mais completa síntese desta época de estranhas manifestações, que Picasso surpreendeu no seu alvorecer". A revista apresenta também quatro reproduções de obras de Santa-Rita Pintor.
Outro artigo, em francês, de Raul Leal, trata de uma das obras de Santa-Rita reproduzidas, considerando-a «la suprème réalisation du futurisme».
Na revista aparece também uma montagem de traduções de textos de Marinetti, Boccioni, Carrà, Russolo e Severini de 1910.
O «Ultimatum futurista às gerações portuguesas do século XX» de Almada Negreiros termina da seguinte forma:
«O povo completo será aquele que tiver reunido no seu máximo todas as qualidades e todos os defeitos. Coragem portugueses, só vos faltam as qualidades.»
De autores portugueses, a revista tem dois textos de Bettencourt Rebello, um sobre dobre Santa-Rita e outro sobre o futurismo; uma prosa ("Saltimbancos"), três poemas ("Mima-Fataxa", "Sinfonia Cosmopolita" e "Apologia do Triângulo Feminino"), o artigo "Bailados Russos em Lisboa" e o citado "Ultimatum futurista às gerações portuguesas do século XX", todos de Almada Negreiros; dois poemas de Fernando Pessoa ("Episódios" e "Ficções de Interlúdio") e o texto "Ultimatum" de Álvaro de Campos (heterónimo de Fernando Pessoa); poemas de Sá-Carneiro ("Três Poemas"); e o artigo "L’abstractionisme futuriste" de Raul Leal.
De autores estrangeiros, a revista inclui, além do "Manifeste des Peintres Futuristes" (uma colagem de textos dos pintores italianos acima citados), poemas em francês de Guillaume Apollinaire e Blaise Cendrars, o manifesto futurista Le Music-Hall de Marinetti (Milão, 29 de setembro de 1913, republicado no Daily Mail de 21 de novembro de 1913) e, em português, o "Manifesto futurista da Luxúria" de Valentine de Saint-Point.
A peça mais famosa desta revista é, contudo, o Ultimatum, de Álvaro de Campos, que poderá também ter incomodado as autoridades. Fernando Pessoa escreveu a propósito da obra do seu próprio heterónimo:
«É difícil imaginar como qualquer ministério, estando o país em guerra, poderia consentir na publicação de Ultimatum, que, original e magnífico como é, embora não germanófilo (pois é anti tudo, aliados e alemães), contém insultos contundentes contra os aliados, e bem assim contra Portugal e o Brasil, os próprios países aos quais, sem dúvida, Portugal Futurista se destinava.»